# Sanninoidea exitiosa
Sanninoidea exitiosa är en fjärilsart som beskrevs av Thomas Say 1823. Sanninoidea exitiosa ingår i släktet Sanninoidea och familjen glasvingar. Inga underarter finns listade i Catalogue of Life.